# Schoenus clandestinus
Schoenus clandestinus är en halvgräsart som beskrevs av Stanley Thatcher Blake. Schoenus clandestinus ingår i släktet axagssläktet, och familjen halvgräs. Inga underarter finns listade i Catalogue of Life.